# Van Vleck
Van Vleck est une census-designated place située dans le comté de Matagorda, dans l’État du Texas, aux États-Unis. Sa population s’élevait à 1 844 habitants lors du recensement de 2010.